# Иезекииль (католикос-патриарх Востока)
Мар Иезекии́ль (Мар Хазкиэль; сир. ܚܙܩܝܐܝܠ; Пустой шаблон {{ВД-Преамбула}} ) — католикос-патриарх Церкви Востока с 570 года по 581 год.
Являлся учеником католикоса Мар Абы I (540—552), был избран католикосом с одобрения правителя Сасанидской империи Хосрова I. В 576 году при Иезекииле состоялся поместный собор Церкви Востока в Селевкии-Ктесифоне, направленный вероятнее всего против позиции богослова Хнаны Адиабенского. Умер в 580 или 581 году. По преданию в период патриаршества Иезекииля во время эпидемии чумы в Церкви Востока был установлен так называемый пост ниневитян (в честь покаяния ниневитян после проповеди пророка Ионы).

## Биография
Иезекииль являлся учеником католикоса Мар Абы I (540—552) и был епископом в Забе. В 570 году с одобрения правителя Сасанидской империи Хосрова I был избран на престол католикоса-патриарха Церкви Востока. В 576 году под председательством Иезекииля состоялся поместный собор Церкви Востока в Селевкии-Ктесифоне, на котором было утверждено 39 канонов. Собор принял каноны, направленные против мессалиан и против отлученных от церковного общения (вероятнее всего против восточно-сирийского богослова-диссидента Хнаны Адиабенского). Несмотря на отсутствие какого-либо догматического определения и христологических терминов кнома и лицо (парсопа) в постановлениях собора, сохранившийся текст содержит некоторые богословские положения, схожие с фразеологией Халкидонского вероопределения:
«Христос во плоти, познаваемый и исповедуемый в двух природах, Бог и Человек, Один Сын…».
Несмотря на растущее влияние антихалкидонского христианства в Персии, в период своего патриаршества Мар Иезекиилю удалось сохранить поддержку властей Сасанидской империи. Умер в 580 или 581 году.